# Litiaza renală
Litiaza renală,  boala de calculi renali, pietre la rinichi, cunoscută și sub numele de nefrolitiază sau urolitiază, apare atunci când o bucată solidă de material (calculi renali) se dezvoltă în tractul urinar. Pietrele la rinichi se formează de obicei în rinichi și lasă corpul în fluxul de urină. O piatră mică poate trece fără a provoca simptome. Dacă o piatră crește la mai mult de 5 millimeteri (0,2 in), aceasta poate provoca blocarea ureterului, ducând la dureri severe la nivelul spatelui inferior sau al abdomenului. O piatră poate duce, de asemenea, la sânge în urină, vărsături sau urinare dureroasă. Aproximativ jumătate dintre persoanele care au avut o piatră la rinichi vor avea alta în decurs de zece ani.
Majoritatea pietrelor se formează printr-o combinație de factori genetici și de mediu. Factorii de risc includ niveluri ridicate de calciu în urină, obezitate, anumite alimente, unele medicamente, suplimente de calciu, hiperparatiroidism, gută și lipsa consumului suficient de lichide. În general, barbații  sunt mai afectați decât femeile. Pietrele se formează în rinichi atunci când mineralele din urină sunt la concentrație mare. Diagnosticul se bazează de obicei pe simptome, testarea urinei și imagistica medicală. Testele de sânge pot fi, de asemenea, utile. Pietrele sunt clasificate în mod obișnuit în funcție de localizarea lor: nefrolitiaza (în rinichi), ureterolitiaza (în ureter), cistolitiaza (în vezică) sau după ce sunt compuse (oxalat de calciu, acid uric, struvit, cistină).